# コルド＝トロザンヌ
コルド＝トロザンヌ （Cordes-Tolosannes）は、フランス、オクシタニー地域圏、タルヌ＝エ＝ガロンヌ県のコミューン。

## 由来
1097年にはCordubaと記されていた。

## 歴史
1367年にはコルド＝トロザンヌは防御壁で囲まれていた。

## 経済
AOCワイン、サン・サルドスの地域である。

## 人口統計
| 1962年 | 1968年 | 1975年 | 1982年 | 1990年 | 1999年 | 2008年 | 2014年 |
| ------ | ------ | ------ | ------ | ------ | ------ | ------ | ------ |
| 351    | 351    | 316    | 292    | 249    | 256    | 257    | 248    |

参照元:1962年から1999年までは複数コミューンに住所登録をする者の重複分を除いたもの。それ以降は当該コミューンの人口統計によるもの。1999年までEHESS/Cassini、2006年以降INSEE。

## 史跡
- ベルペルシュ修道院 - 12世紀創建。シトー会派。
- テオウル川にある水車小屋